# Montefalcone Appennino
Montefalcone Appenino község (comune) Olaszországban, Marche régióban, Fermo megyében.

## Fekvése
A település Anconától 85 km-re délre fekszik, míg Fermótól 35 km-re keletre. Az Aso és Tenna folyók közé magasodó sziklán áll.

## Története
A régészeti leletek tanúsága szerint a település eredete a római időkre vezethető vissza. Első írásos említése 705-ből származik. A középkorban hűbéri birtok volt, Santa Vittoria in Matenano része. Ebben az időszakban épült fel erődje, temploma és első iskolája. Montefalcone 1214-ben lett önálló település. A település többször is a Fermo és Ascoli Piceno közötti viszályok áldozata lett. 1355-ben a pápai állam része lett, majd 1860-ban az Olasz Királyságé. 2009 nyarától tartozik Fermo megyéhez, korábban Ascoli Piceno megyéhez tartozott.

## Demográfia
A népesség számának alakulása:

## Látnivalók
- Castello - a középkori erőd fennmaradt tornyaival.
- San Michele-templom - a 19. században épült.
- San Pietro in Penne-templom - a 13. században épült.
- Santa Maria delle Scalelle-templom - 15. századi templom, amely Olaszország egyik legrégibb galériájának otthona (1833-ban alapították).
- Sant’Antonio da Padova-kápolna - a települést egykor uraló Orsini-hercegek síremlékével.[3]